# Conspiration de Cato Street

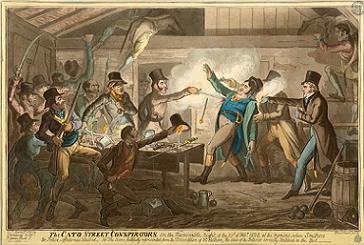
Arrestation des conspirateurs à Cato Street (Londres).

La conspiration de Cato Street (en anglais The Cato Street Conspiracy) est une tentative d'assassiner en 1820 tous les ministres du cabinet britannique, y compris le Premier ministre Lord Liverpool. Le nom du complot vient du lieu de rassemblement des instigateurs, une rue proche d'Edgware Road à Londres.

## Origines du complot
Les conspirateurs étaient membres d'un groupe nommé les « Philanthropistes spencéens », du nom du militant radical britannique Thomas Spence. Certains d'entre eux, notamment Arthur Thistlewood, avaient pris part aux émeutes de Spa Fields (en) à Islington. Thistlewood était le membre dominant du groupe, lequel était particulièrement mécontent, d'une part du fait des Six Acts (en), lois prohibant sévèrement les rassemblements politiques d'opposition, puis du massacre de Peterloo, le tout dans un contexte économique particulièrement difficile (fin des guerres napoléoniennes et d'indépendance américaine, inflation, chute de la livre sterling). 
Le plan visait à assassiner les ministres du Cabinet, faire ainsi tomber le gouvernement et mettre en place une sorte de « Comité de Salut public » pour mener à bien une véritable révolution, s'inspirant du modèle français : les idéaux d'Outre-Manche connaissaient en effet un regain de popularité, notamment à Londres dans certains milieux.

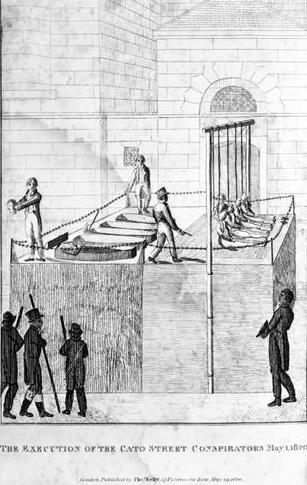
Exécution des conspirateurs dans la cour de la prison de Newgate.

Un dîner réunissant des diplomates et tous les ministres devant avoir lieu chez le lord président du Conseil, Harrowby, le 23 février 1820, Thistlewood et ses complices décident de profiter de cette occasion pour mettre leur plan à exécution. Ils rassemblent des armes et des bombes incendiaires dans un local de la rue Cato, proche de l'hôtel particulier d'Harrowby. Mais l'un des conjurés, Thomas Hidon, prévint Harrowby la veille du 23 : Harrowby ne décommande le dîner qu'à huit heures le lendemain, laissant les préparatifs se dérouler normalement. De son côté, la police intervient alors que les conjurés sont réunis dans leur local, prêts à passer à l'action. Thistlewood parvient à échapper à l'arrestation sur le moment, mais est pris avant le lendemain. Selon l'accusation pendant leur procès, ils avaient prévu de former un gouvernement provisoire à la Mansion House, résidence officielle du lord-maire de Londres.
Arrêtés, ils sont interrogés par le conseil des ministres, puis incarcérés à la prison de Coldbath Fields. Onze d'entre eux passent en procès deux mois après les faits : cinq sont condamnés à mort pour crime de haute trahison, tandis que les autres, ayant avoué leurs fautes et demandé pardon au tribunal, sont condamnés à la déportation. Les condamnés à mort, dont Thistlewood, sont pendus puis décapités le 1er mai 1820. Ce fut la dernière fois qu'on décapita en Angleterre.